# Groupe d'étude et de protection des oiseaux en Guyane
 (août 2022).
Le Groupe d'Étude et de Protection des Oiseaux en Guyane (GEPOG) est l'une des trois principales associations de protection de l'environnement de Guyane. Fondé en 1993 par un groupe d'ornithologues amateurs passionnés, le Gepog est agréé au titre de la protection de l'environnement depuis 2013. L'association accueille ses premiers salariés au milieu des années 2000 ; aujourd'hui, entre 15 et 20 personnes travaillent à son siège situé à Rémire-Montjoly près de Cayenne.
À l'origine centrées sur la conservation des oiseaux et de leurs habitats et l'éducation à l'environnement, les missions du Gepog se sont diversifiées parallèlement à l'augmentation du nombre de ses salariés. Elles concernent ainsi également la gestion de réserves naturelles, la protection des espèces marines, l'étude et la préservation de la biodiversité en milieu urbain, la participation aux politiques publiques ou encore la lutte contre les espèces exotiques envahissantes en Guyane, par exemple.

## Historique
Le Gepog, association à but non lucratif suivant la loi de 1901, est créé le 10 mars 1993. Elle est alors la deuxième des trois principales associations de protection de l'environnement actuellement implantées en Guyane, 29 ans après la SEPANGUY (en 1964) et un an avant Kwata (en 1994). 
Au cours de sa première décennie d'existence, l'association a avant tout un rôle de fédération et de structuration de la communauté ornithologique guyanaise ; elle permet la publication d'études concernant les oiseaux en Guyane ainsi que la mise en place d'actions de protection des espèces et d'éducation à l'environnement destinées à différents publics. 
Le Gepog entame la diversification de ses fonctions en 2006, en devenant membre de France Nature Environnement et en rejoignant de fait un réseau national de 3500 associations de protection de l'environnement. Depuis lors, l'association contribue activement au débat public local en étant associée aux réflexions et aux débats sur l’environnement en Guyane.  
En 2008 le Gepog acquiert la fonction de gestionnaire d'espaces naturels en devenant cogestionnaire, avec l'ONCFS, de la Réserve naturelle nationale de l'Île du Grand-Connétable. La réserve, unique aire marine protégée non côtière de Guyane, est en effet avant tout réputée pour ses colonies d'oiseaux marins.  
Regroupant le Gepog, Kwata et la SEPANGUY, la fédération Guyane Nature Environnement (GNE) voit le jour en mai 2010. Sous l'égide de France Nature Environnement, cette nouvelle structure permet de mutualiser les efforts des trois associations guyanaises agréées au titre de la protection de l'environnement pour peser plus fortement dans le débat public environnemental en Guyane. Le Gepog délègue ainsi en partie ses rôles de veille environnementale et de participation au débat public à GNE, qui a pour rôle principal de siéger et de s'exprimer dans différentes commissions ainsi que d'agir en justice face à des projets portant gravement atteinte à l'environnement (cas du projet "Montagne d'Or", de la Centrale du Larivot,, ou du rejet volontaire de boues toxiques par la société Gold'Or par exemple). Trois représentants du Gepog siègent au conseil d'administration de Guyane Nature Environnement.  
En janvier 2014, le Gepog devient habilité à siéger dans les instances consultatives et à prendre part au débat public sur l’environnement (article R141-21 du code de l'environnement). Il siège à ce titre à de nombreuses commissions régionales et préfectorales, ce qui lui permet de peser dans différents projets d’aménagement du territoire ainsi que dans la gestion des espaces naturels guyanais.  
Fin 2014, un nouvel accord de co-gestion est signé avec l'Office National des Forêts pour la Réserve naturelle nationale des Nouragues, située dans le bloc forestier sur la commune de Régina. En 2016, l'ONCFS se retire de l'accord signé en 2008 et laisse entièrement la main au Gepog pour la gestion de la RNN du Grand-Connétable.  

## Organisation

### Conseil d'administration
Le Gepog est une association loi de 1901 structurée autour d'un conseil d'administration (CA). Le CA a pour rôle de gérer les ressources humaines, la logistique, la recherche de fonds, les partenariats et de chapeauter les projets et la communication de l'association. En pratique l'essentiel de ces fonctions sont déléguées au directeur de l'association, et le conseil d'administration du Gepog a surtout une fonction de validation et d'orientation des projets et actions.

### Adhérents
Le conseil d'administration est élu chaque année à bulletin secret par les adhérents de l'association (a condition que le quorum soit atteint) au cours de l'Assemblée Générale (AG), qui se tient généralement au printemps. Le nombre d'adhérents à l'association oscille entre 150 et 200 ces dernières années (166 fin 2019) ; cet effectif est en stagnation voire en légère augmentation. Outre leur fonction clé de désignation des membres du CA, les adhérents ont un rôle essentiel de par l'engagement bénévole d'une partie d'entre eux :
- Ils aident les salariés dans certains projets, notamment sur le terrain (suivis de reproduction, des populations d'oiseaux communs, de la faune marine ou en milieu urbain, etc.) ;
- Ils prêtent également main-forte lors d'animations, de salons et d'évènements en tous genres ;
- Ils portent certains micro-projets ponctuels (animations, logistique) ;
- Ils financent très ponctuellement certains suivis (reproduction de la Harpie féroce et du Coq-de-roche orange) ;
- Ils participent massivement à la collecte et à la validation des données naturalistes récoltées sur les bases de données publiques gérées localement par le Gepog que sont Faune-Guyane et OBSenMER.

Les adhérents sont donc un véritable pilier du Gepog, et représentent par ailleurs l'essence même de l'association en tant que telle.

### Salariés
En 2019, l'équipe salariée du Gepog comptait 17 membres (11 femmes, 6 hommes), auxquels il faut ajouter 4 stagiaires et 3 services civiques s'étant succédé au cours de l'année. Ces personnes se distribuent au sein de trois pôles principaux, qui correspondent aux trois cibles de conservation de l'association :
- le pôle Milieux forestiers de l'intérieur est constitué exclusivement des salariés de la Réserve naturelle nationale des Nouragues, à l'exception de la conservatrice de la réserve qui est salariée de l'Office National des Forêts, co-gestionnaire de la réserve[14] ;
- le pôle Milieux littoraux terrestres regroupe les salariés étudiant la biodiversité en milieu urbain (atlas de la biodiversité communaux), les savanes et la lutte contre les espèces exotiques envahissantes ;
- le pôle Milieux marins comprend les salariés de la Réserve naturelle nationale de l'Île du Grand Connétable (une conservatrice, un chargé de mission, deux gardes-techniciens et un animateur) et ceux associés aux programmes d'étude des milieux marins (une chargée de programme et une technicienne).

À ces trois pôles s'ajoutent des salariés "transversaux" dont les missions s'appliquent à au moins deux des trois cibles de conservation (référents pour les études ornithologiques, les programmes de conservation globaux, l'éducation environnementale, etc.).
Un poste est aussi dédié aux finances et à l'administration, fonctions qui sont également assurées par la direction en plus de ses fonctions de représentation, de gestion, de coordination et de communication.

## Fonctionnement

### Financements
En tant qu'association loi de 1901, le GEPOG est une organisation à but non lucratif : tout l'argent qu'il perçoit doit être soit consommé, soit remboursé. Pour mener à bien ses missions, l'association fait appel à des sources de financements très diversifiées :
- tout ce qui touche aux réserves (Nouragues et Île du Grand-Connétable) est financé par une dotation annuelle de l'état, provenant de la Direction Générale des Territoires et de la Mer (DGTM, ex-DEAL : Direction de l'Environnement, de l'Aménagement et du Logement) ;
- le reste de l'argent perçu varie selon les années. Il provient de demandes de subventions faites auprès de différentes structures (collectivités, fonds privés, fonds internationaux...) pour financer des projets spécifiques.

Parmi les principaux financeurs des projets du GEPOG sur la dernière décennie, on peut citer l'Union Européenne (via différents biais), la DGTM, la Communauté d'Agglomération du Centre-Littoral (CACL), la Collectivité Territoriale de Guyane (CTG), l'Office Français de la Biodiversité (OFB), l'UICN, le Parc Amazonien de Guyane (PAG), la Ligue pour la Protection des Oiseaux (LPO), le WWF, le gouvernement canadien... depuis sa création, l'association a perçu des fonds provenant de plus d'une cinquantaine de financeurs distincts. A titre d'exemple, le GEPOG menait 28 projets distincts en 2019, en plus de l'activité des réserves et des "affaires courantes".

### Communication

#### Site internet
Depuis le milieu des années 2000, le GEPOG dispose d'un site internet qui lui permet de diffuser des informations au grand public. Développé par un administrateur de l'association, le site est devenu inaccessible et obsolète à son départ en 2015 : un nouveau site pour l'association est en projet et devrait voir le jour d'ici 2025.
De par la pluralité de ses fonctions, le GEPOG communique également de façon indirecte sur ses actions via :
- les actualités de la base de données Faune-Guyane ;
- le site des savanes de Guyane ;
- le site de la RNN de l'Île du Grand-Connétable ;
- le site de la RNN des Nouragues.

#### Réseaux sociaux
Le GEPOG est présent sur Facebook, où il peut être contacté via Messenger, ainsi que sur Instagram et LinkedIn.
Les deux réserves disposent chacune de leur propre page Facebook, ainsi que d'un compte sur Twitter pour celle des Nouragues.

#### Lettres d'information
Depuis 2017, la lettre d'information du GEPOG, envoyée par courriel à ses adhérents et ses partenaires au début de chaque mois, constitue le moyen privilégié pour entretenir le lien entre l'association et ses adhérents. D'une taille de deux pages, elle présente l'avancée des projets, revient sur les évènements du mois passé et permet de faire circuler des appels à bénévoles. A son envoi est associé l'agenda des activités du mois (sorties, animations, ateliers...) dont bon nombre sont réservées aux adhérents.

#### Supports de communication
Le GEPOG développe en continu de nombreux supports de communication produits ponctuellement (brochures, plaquettes, banderoles, kakemonos...). Certains présentent le GEPOG ou les réserves en détail quand d'autres ont simplement une fonction esthétique ou bien sont destinés à communiquer sur des projets, à inciter à participer à des suivis ou à apporter des informations sur l'identification ou l'écologie de certaines espèces.

### Partenariats
Afin d'obtenir des résultats conséquents et à large échelle, de pérenniser ses actions ainsi que pour tisser du lien avec les différents acteurs du territoire guyanais, le GEPOG développe des partenariats institutionnels et techniques avec de nombreuses structures. Cela permet également aux structures partenaires dont ce n'est pas la fonction de s'investir dans des activités de conservation de la biodiversité. En guise d'exemple sur la seule année 2019, l'association a signé de nouvelles conventions de partenariat avec 16 structures.
La notion de partenariat s'applique aussi aux liens avec les financeurs précités, qui sont vitaux pour le GEPOG afin de pérenniser son fonctionnement et d'assurer ses missions.

## Fonctions et actions

### Objectifs stratégiques globaux
De 2019 à 2021, le GEPOG a fourni un travail important pour développer sa première stratégie de conservation, qui porte sur la période 2020-2025. Ce document permet de formaliser et de communiquer sur le rôle de l'association en définissant ses grands objectifs et les moyens de les atteindre. La stratégie 2020-2025 du GEPOG a ainsi permis de mettre en évidence cinq grands domaines sur lesquels l'association axe son action :
- Améliorer les connaissances sur la biodiversité ;
- Conserver les espèces et les habitats ;
- Mobiliser les citoyens pour l'environnement ;
- Être acteur du débat et des politiques publiques ;
- Soutenir la transition écologique des filières.

### Enjeux sur le territoire guyanais
Une caractéristique notable de la Guyane sur la période récente est la forte croissance démographique qu'elle subit, comparable à celle ayant cours dans certains pays en développement : la population guyanaise a ainsi cru de 30% sur la période 2009-2019. Cette croissance est avant tout liée à une forte natalité : en 2019, le nombre moyen d'enfants par femme était de 3.56, et la moitié de la population a moins de 25 ans. La Guyane est également une terre d'immigration importante, ce qui contribue au dynamisme de sa démographie.
Le corollaire de cette croissance démographique soutenue est une croissance des pressions sur l'environnement en Guyane, particulièrement sur la bande littorale, qui concentre la quasi-totalité de la population et donc des enjeux de conservation. L'analyse quantifiée effectuée par le Gepog pour l'établissement de sa stratégie 2021-2025 a cependant mis en exergue que l'ensemble des cibles de conservation subissaient des menaces non négligeables :
- Le bloc forestier est avant tout menacé par les pollutions liées aux activités extractives (notamment aurifères). Les destructions d'habitat provoquées par ces activités ainsi que par la construction d'infrastructures et l'exploitation forestière sont aussi des dangers non négligeables pour les écosystèmes forestiers.
- La plaine littorale est de loin la cible de conservation soumise au plus de pressions, liées notamment aux dégradations et destructions d'habitats liées au développement de l'agriculture, de l'élevage et de l'urbanisation, et aux espèces exotiques envahissantes végétales (notamment l'Acacia mangium et le Niaouli Melaleuca quinquenervia) qui vont remplacer les espèces locales et/ou conduire à une fermeture des habitats, ce qui est particulièrement problématique dans les savanes.
- Le milieu marin est quant a lui surtout affecté par les prélèvements liés à la pêche. Les pollutions d'origine anthropique, les destructions d'habitats consécutives aux activités humaines et les changements climatiques globaux sont d'autres menaces importantes, mais plus minimes pour cette cible de conservation[2].

L'objectif du Gepog en tant que structure est donc de minimiser l'impact négatif de ces menaces sur la biodiversité en Guyane. Pour ce faire, l'association développe de nombreuses actions au travers des projets qu'elle porte, qui varient en fonction des années et des projets, et s'imbriquent au sein de ses cinq grands objectifs stratégiques.